# وانغ بو (فنان قتالي)
وانغ بو هو فنان قتالي صيني، ولد في 2 نوفمبر 1989 في شاندونغ في الصين.